# Löwenhain

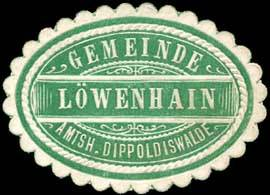
Siegelmarke der Gemeinde Löwenhain

Löwenhain ist ein Ortsteil von Altenberg im Osterzgebirge im Süden von Sachsen.

## Geografie

### Geografische Lage
Löwenhain liegt etwa 43 km südlich von Dresden im oberen Osterzgebirge. Der Ort grenzt an Fürstenau und Fürstenwalde. Weiterhin grenzt Löwenhain an Geising und Lauenstein.

## Geschichte

### Gründung
1149 beginnt der Bergbau am Mückentürmchen, wahrscheinlich erfolgte zu dieser Zeit die Gründung von Fürstenau und Löwenhain. Bis 1200 erfolgte die Hochkolonisation für das Erzgebirge. Es wird vermutet, dass Löwenhain spätestens in dieser Zeit oder wenigstens im unmittelbaren Anschluss daran gegründet worden ist. Die Gründung des Ortes erfolgte somit um die Mitte des 13. Jahrhunderts in der ersten Rodungszeit des Erzgebirges, unter der Regierungszeit Heinrich des Erlauchten, vielleicht sogar auf Veranlassung dieses Markgrafen.

### Orts- und Flurform, Baustil
Die großzügige und übersichtliche Anlage dieses Reihendorfes und seiner Waldhufenfluren lassen darauf schließen, dass es deutsche Siedler fränkischen Stammes waren, die Löwenhain als bäuerliche Siedlung anlegten, da die Slawen um 1200 ihre Orte anders anlegten. Die älteren Gebäude bringen den Charakter des Gebirgsdorfes deutlich zum Ausdruck: Erdgeschosshaus mit starken Bruchsteinmauern, kleine Fenster schindelbeschlagene Giebel, Vorhäuschen vor der Eingangstür. Vorwiegend existieren im Ort Zweiseitenhöfe, deren Häuser einander gegenüberliegend oder rechtwinklig aneinanderstoßend erbaut wurden. Zur Straßenseite schließt meist eine Hofmauer das Gehöft ab, welche sich meist in etwa 80 m von der Dorfstraße entfernt befindet. Das typische Fachwerk wurde meist im Laufe der Zeit verputzt, ebenso sind die früher vorherrschenden Strohdächer durch Schiefer ersetzt worden. Löwenhain erstreckt sich über 2,8 Kilometer entlang seines Dorfbaches (Löwenbach), wobei 128 Höhenmeter überwunden werden. Hinter den Gehöften befindet sich noch ein langgestrecktes Waldgebiet, welches die damalige Rodungszeit überstanden hat.

### Entwicklung des Dorfes
Löwenhain wurde 1340 erstmals urkundlich als Lewenhayn erwähnt.

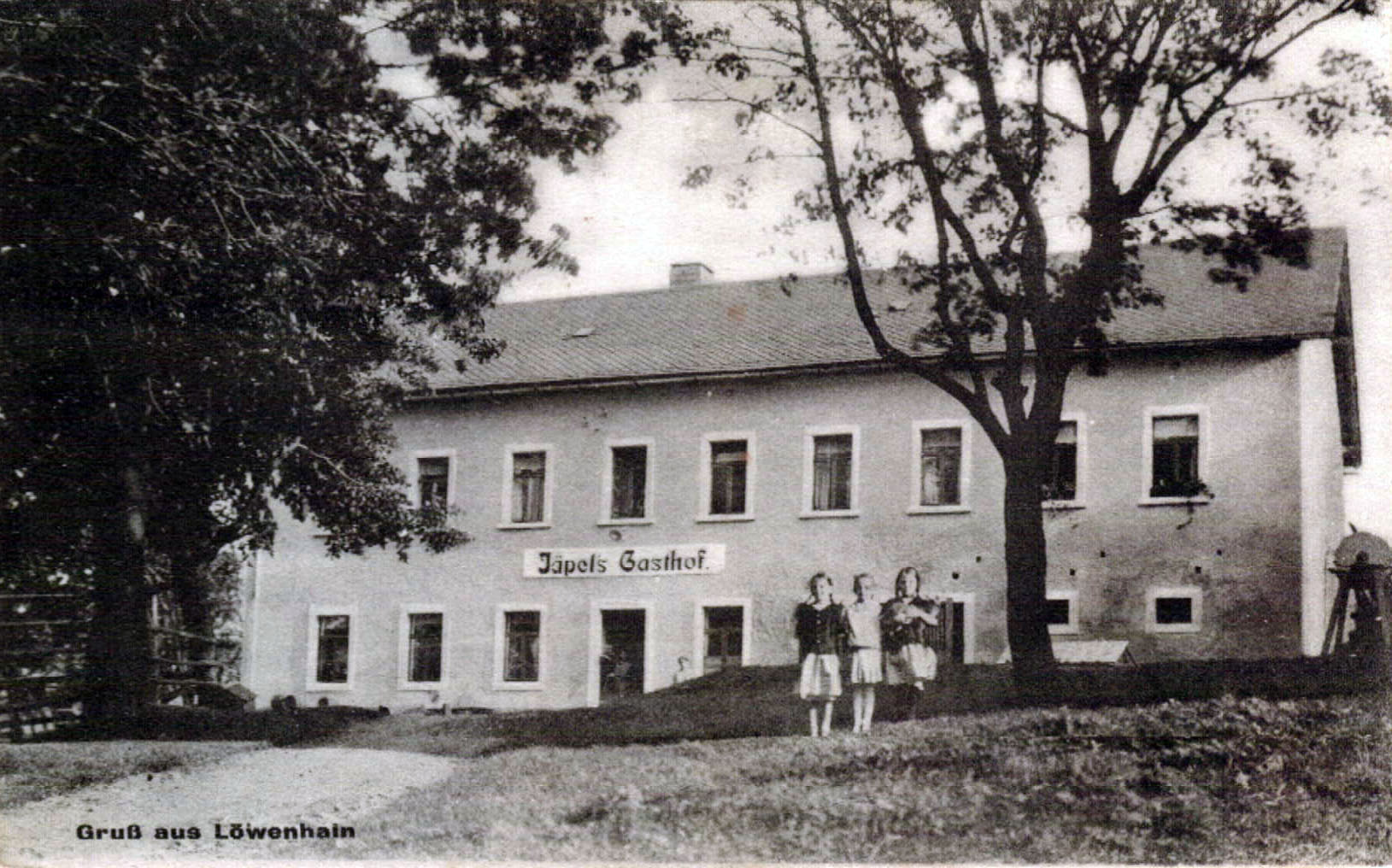
Jäpels Gasthof um 1900

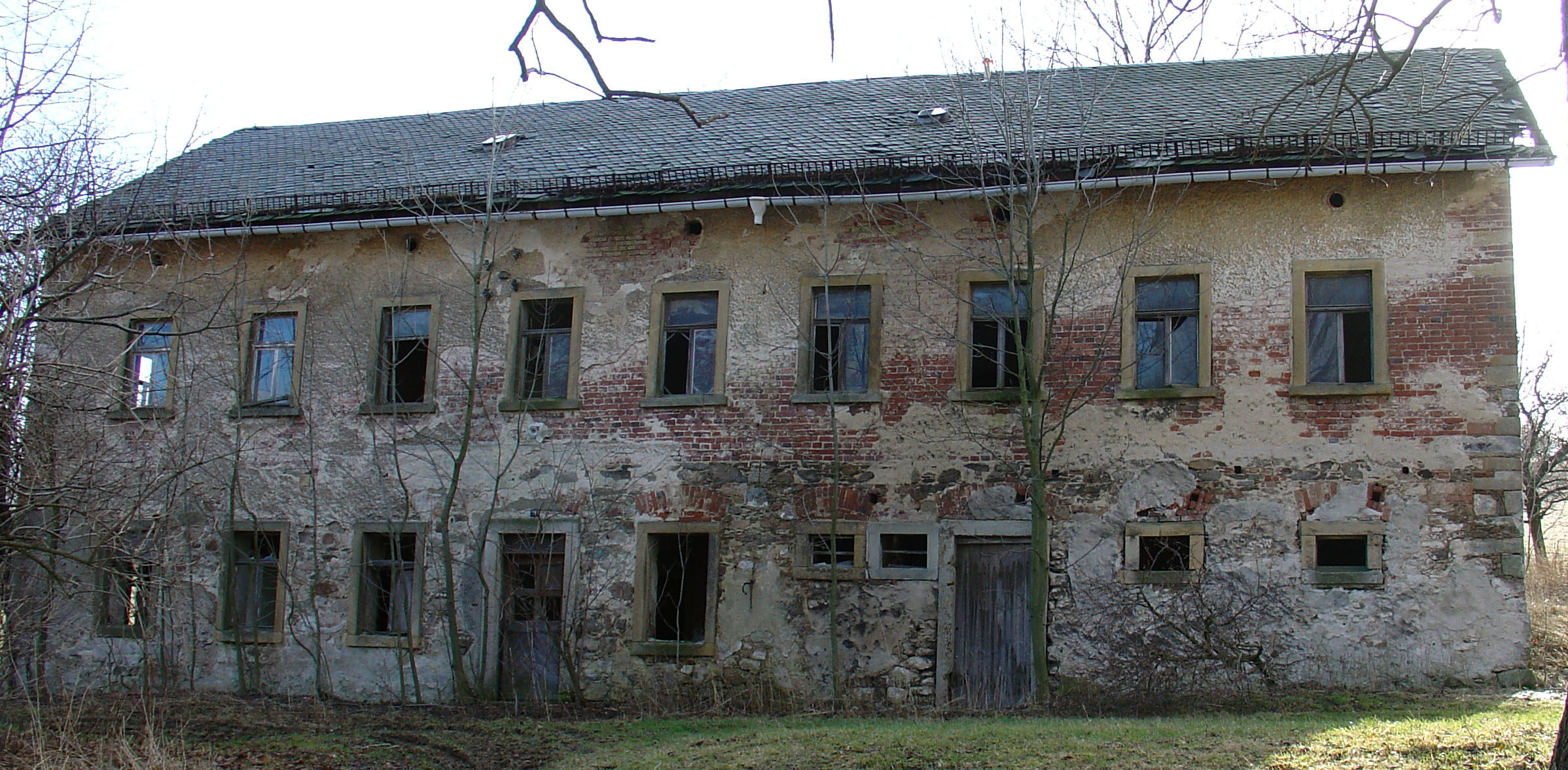
Jäpels Gasthof 2008

1378 mussten die „niederen“ Löwenhainer und Fürstenauer das Zinnerz vom Kahlen Berge in die Wäsche nach Lauenstein als Fronarbeit verbringen. Im 16. Jahrhundert befanden sich drei Bergwerke und eine Pochmühle im Ort. Anfang des 20. Jahrhunderts existierte noch ein Gebäude des jüngeren Segen-Gottes-Schacht im Tal des aus Fürstenau kommenden Baches. Das Dorf war immer ein Bestandteil der Herrschaft Lauenstein. Der Löwenhainer Hirschberg verdankt seinen Namen den früheren harten Jagdgesetzen. Ein Bauer hatte in seinem Wald einen Hirsch erlegt und somit gegen das Jagdgesetz der Herren von Bünau verstoßen. Um der Todesstrafe zu entgehen, übereignete er seinen Waldbesitz den Bünaus.
Als volkskundliche Besonderheit ist das Löwenhainer Christ- und Königsspiel, das die Bauern in ihrem Heimatort und in Ortschaften der weiteren Umgebung etwa ab 1825 aufführen. Am 1. Januar 1974 wurde Löwenhain nach Geising eingemeindet. Die beiden Gaststätten Erbgerichtsgasthof Jäpel und das Jägerhaus, letzterer zu DDR-Zeiten eine Disco-Hochburg, wurden dem Verfall überlassen, die Stadt Geising hat schon seit der Eingemeindung die Förderung der Gemeinde fast vollständig eingestellt. Das ehemalige Schulungszentrum der Handwerkskammer ist in Privatbesitz übergegangen. Ebenso verfügte der Ort über einen Kindergarten, aus dem später ein Klassenraum der jetzigen Oberschule Geising wurde.
Im Jägerhaus befand sich ein Konsum, die LPG-Küche und der Saal.
Löwenhain wurde nach Geising eingemeindet. Geising wurde zum 1. Januar 2011 nach Altenberg eingemeindet.

### Entwicklung der Einwohnerzahl
| - 1547: 210 - 1623: 265 - 1784: Unterlöwenhain: 4 (2) - 1834: 303, Unterlöwenhain: 29 (2) - 1871: 361, Unterlöwenhain: 31 (2) - 1890: 326 | - 1910: 277 - 1925: 307 - 1939: 282 - 1946: 355 - 1962: 374 - 1997: 265 (1) - 1998: 266 - 1999: 256 | - 2000: 241 - 2001: 244 - 2002: 239 - 2003: 249 - 2004: 234 - 2005: 206 - 2006: 209 - 2007: 205 | - 2010: 209 - 2011: 201 - 2014: 189 - 2015: 187 - 2017: 183 - 2018: 178 |

(1): ab 1997: Bevölkerung am Jahresanfang (Angaben der Städte Geising bzw. Altenberg)

(2): Unterlöwenhain gehörte von 1875 bis 1950 zu Lauenstein

## Kultur und Sehenswürdigkeiten

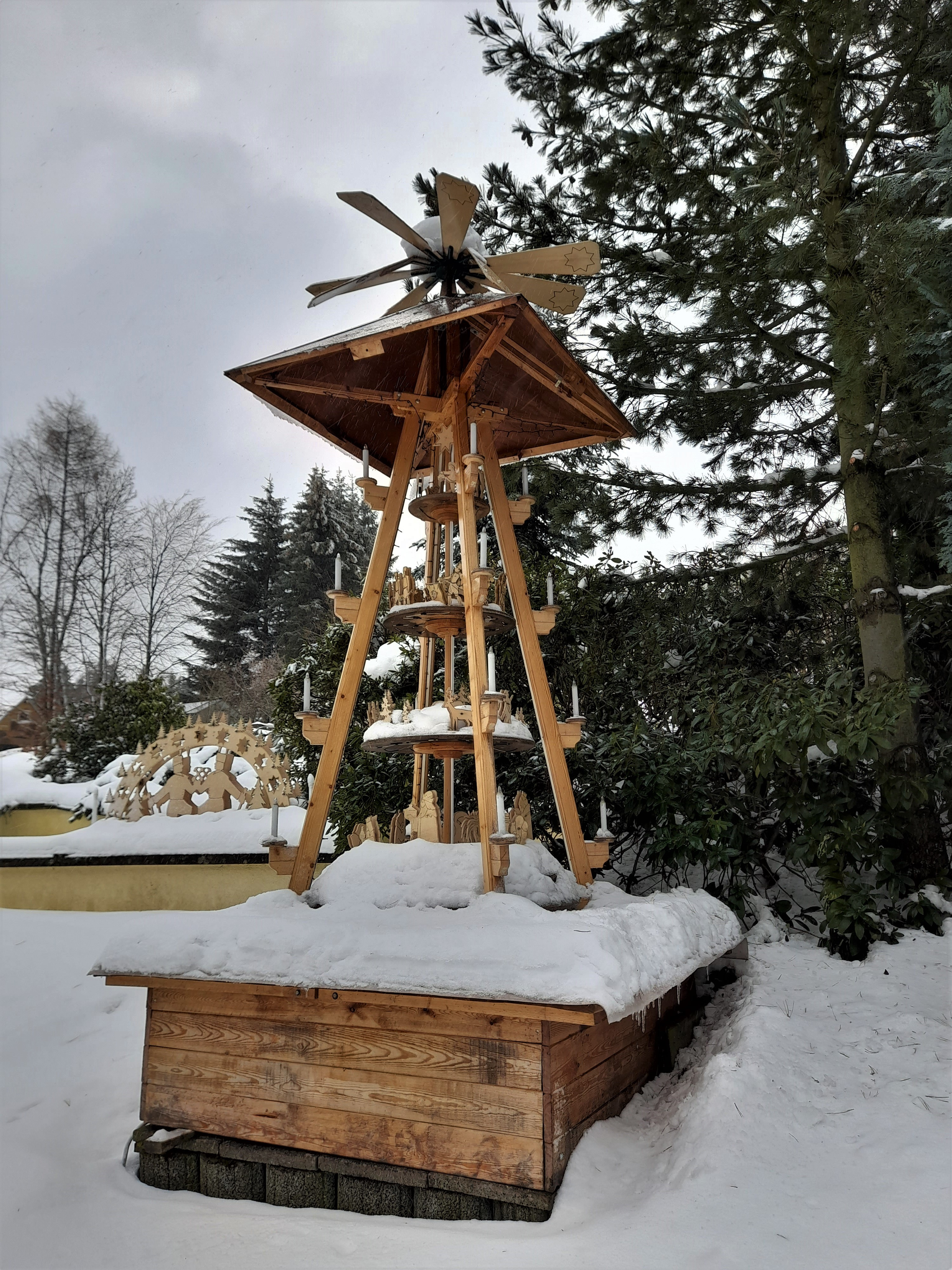
Ortspyramide Löwenhain

- Löwenhain gehört zum Naturschutzgroßprojekt geschützte Bergwiesen des Osterzgebirges mit seiner einzigartigen Steinrückenlandschaft

### Regelmäßige Veranstaltungen
- Sommer- und Wintersonnenwendfeier

### Vereine
- Freiwillige Feuerwehr Löwenhain
- Jugend-, Heimat- und Feuerwehrverein Löwenhain

## Persönlichkeiten
- Fritz Skade (1898–1971), antifaschistischer Maler und Grafiker; lebte und arbeitete von 1945 bis 1951 im Ort